# Сен-Флур (Канталь)
Сен-Флур (фр. Saint-Flour, окс. Sant Flor) — коммуна во Франции, находится в регионе Овернь. Департамент — Канталь. Главный город кантонов Сен-Флур-Нор и Сен-Флур-Сюд. Округ коммуны — Сен-Флур.
Код INSEE коммуны — 15187.
Коммуна расположена приблизительно в 430 км к югу от Парижа, в 85 км южнее Клермон-Феррана, в 55 км к востоку от Орийака.

## История
Первое поселение возникло в 4 веке рядом с могилой святого Флора, который был миссионером в Оверни. В 1317 году город стал центром епархии Сен-Флура.

## Население
Население коммуны на 2008 год составляло 6610 человек.
| 1962 | 1968 | 1975 | 1982 | 1990 | 1999 | 2008 |
| ---- | ---- | ---- | ---- | ---- | ---- | ---- |
| 5846 | 5997 | 7272 | 7950 | 7417 | 6625 | 6610 |

## Экономика
В 2007 году среди 4335 человек в трудоспособном возрасте (15—64 лет) 3117 были экономически активными, 1218 — неактивными (показатель активности — 71,9 %, в 1999 году было 72,3 %). Из 3117 активных работали 2836 человек (1455 мужчин и 1381 женщина), безработных было 281 (117 мужчин и 164 женщины). Среди 1218 неактивных 440 человек были учениками или студентами, 400 — пенсионерами, 378 были неактивными по другим причинам.

## Достопримечательности
- Кафедральный собор Святого Петра[фр.] (XIV—XV века). Исторический памятник с 1906 года[3]
- Церковь Сен-Венсан[фр.] (XIV век). Исторический памятник с 1960 года[4]
- Церковь Нотр-Дам (XIV век). Исторический памятник с 1946 года[5]
- Консульский дом (XV век). Исторический памятник с 1928 года[6]
- Отель Бриссон (XIV век). Исторический памятник с 1946 года[7]
- Отель Моншовель (XVIII век). Исторический памятник с 2002 года[8]
- Отель Ласти (XVII век). Исторический памятник с 1947 года[9]
- Мост через реку Андер[фр.] (XIV век). Исторический памятник с 1946 года[10]

## Музеи
- Музей искусства и истории Альфреда Дуэ[11]
- Музей Верхней Оверни (религиозное искусство, этнография, археология и др.)[12]

## Города-побратимы
- Хазелюнне (Германия, с 1979)
- Орлеан (Франция, с 1986)

## Фотогалерея
- Сен-Флур
- Сен-Флур
- Кафедральный собор Святого Петра
- Церковь Нотр-Дам
- Церковь Сен-Венсан
- Лицей Нотр-Дам